# Sandro Angiolini
Alessandro Angiolini dit Sandro (né le 6 juin 1920 à Milan, mort le 15 octobre 1985) est un dessinateur  italien de bande dessinée.

## Biographie
Alessandro Angiolini commence sa carrière à la fin des années 1930 en dessinant des fables animalières pour le journal Albo dell'Intrepido (éditions Universo), puis il travaille pour la radio et le cinéma d'animation (il participe notamment au film La Rose de Bagdad d'Anton Gino Domenighini (1949)). Il revient à la bande dessinée demeurant dans un premier temps fidèle aux séries animalières et crée pour les publications des éditions Dardo le personnage du coq Chicchirichì en 1954, avant de se tourner au milieu des années 1960 vers la bande dessinée érotique, dessinant les aventures d'Isabella, scénarisée par Giorgio Cavedon, de Vartan, l'indienne blanche, et de Star Winder, héroïne de la Poliziotta. Ses séries érotiques ont été publiées en France par Elvifrance.